# Rougeries
Rougeries est une commune française située dans le département de l'Aisne, en région Hauts-de-France.

### Communes limitrophes

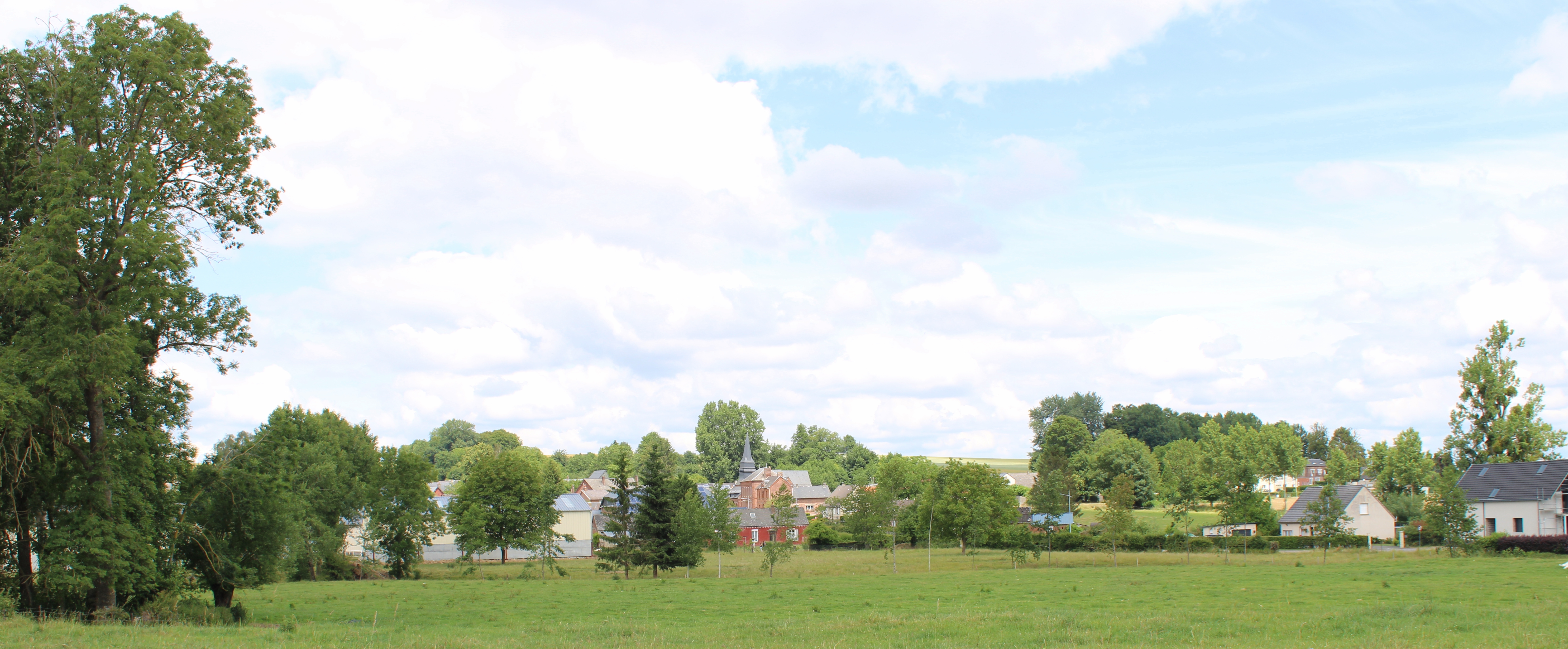
Panorama du village.

## Géographie
Commune située sur le Vilpion.

### Hydrographie
La commune est située dans le bassin Seine-Normandie. Elle est drainée par le cours d'eau 01 du Petit Rougeries,,.
Le Vilpion, d'une longueur de 43 km, prend sa source dans la commune de Plomion et se jette  dans la Serre à Dercy, après avoir traversé 17 communes.

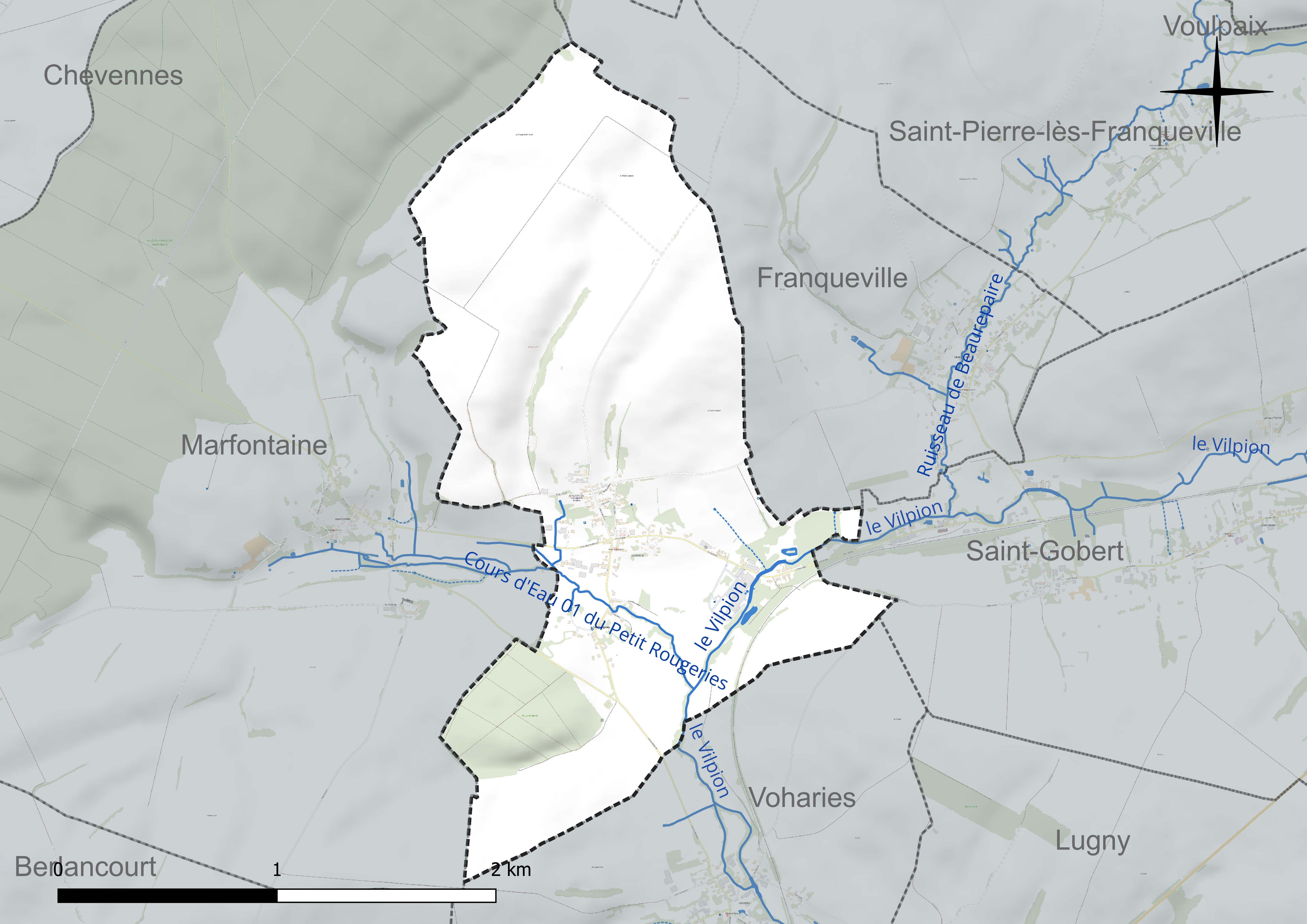
Réseau hydrographique de Rougeries.

### Climat
Pour des articles plus généraux, voir Climat des Hauts-de-France et Climat de l'Aisne.
En 2010, le climat de la commune est de type climat océanique dégradé des plaines du Centre et du Nord, selon une étude du CNRS s'appuyant sur une série de données couvrant la période 1971-2000. En 2020, Météo-France publie une typologie des climats de la France métropolitaine dans laquelle la commune est exposée à un climat océanique altéré et est dans la région climatique Nord-est du bassin Parisien, caractérisée par un ensoleillement médiocre, une pluviométrie moyenne régulièrement répartie au cours de l'année et un hiver froid (3 °C).
Pour la période 1971-2000, la température annuelle moyenne est de 10,1 °C, avec une amplitude thermique annuelle de 15,3 °C. Le cumul annuel moyen de précipitations est de 783 mm, avec 12,6 jours de précipitations en janvier et 9,2 jours en juillet. Pour la période 1991-2020, la température moyenne annuelle observée sur la station météorologique la plus proche, située sur la commune de Fontaine-lès-Vervins à 10 km à vol d'oiseau, est de 10,5 °C et le cumul annuel moyen de précipitations est de 826,3 mm,. Pour l'avenir, les paramètres climatiques de la commune estimés pour 2050 selon différents scénarios d'émission de gaz à effet de serre sont consultables sur un site dédié publié par Météo-France en novembre 2022.

## Urbanisme

### Typologie
Au 1er janvier 2024, Rougeries est catégorisée commune rurale à habitat dispersé, selon la nouvelle grille communale de densité à 7 niveaux définie par l'Insee en 2022.
Elle est située hors unité urbaine. Par ailleurs la commune fait partie de l'aire d'attraction de Vervins, dont elle est une commune de la couronne,. Cette aire, qui regroupe 21 communes, est catégorisée dans les aires de moins de 50 000 habitants,.

### Occupation des sols
L'occupation des sols de la commune, telle qu'elle ressort de la base de données européenne d'occupation biophysique des sols Corine Land Cover (CLC), est marquée par l'importance des territoires agricoles (77,6 % en 2018), en diminution par rapport à 1990 (78,5 %). La répartition détaillée en 2018 est la suivante : 
terres arables (73,9 %), zones urbanisées (15,8 %), forêts (6,5 %), prairies (3,8 %).
L'évolution de l'occupation des sols de la commune et de ses infrastructures peut être observée sur les différentes représentations cartographiques du territoire : la carte de Cassini (XVIIIe siècle), la carte d'état-major (1820-1866) et les cartes ou photos aériennes de l'IGN pour la période actuelle (1950 à aujourd'hui).

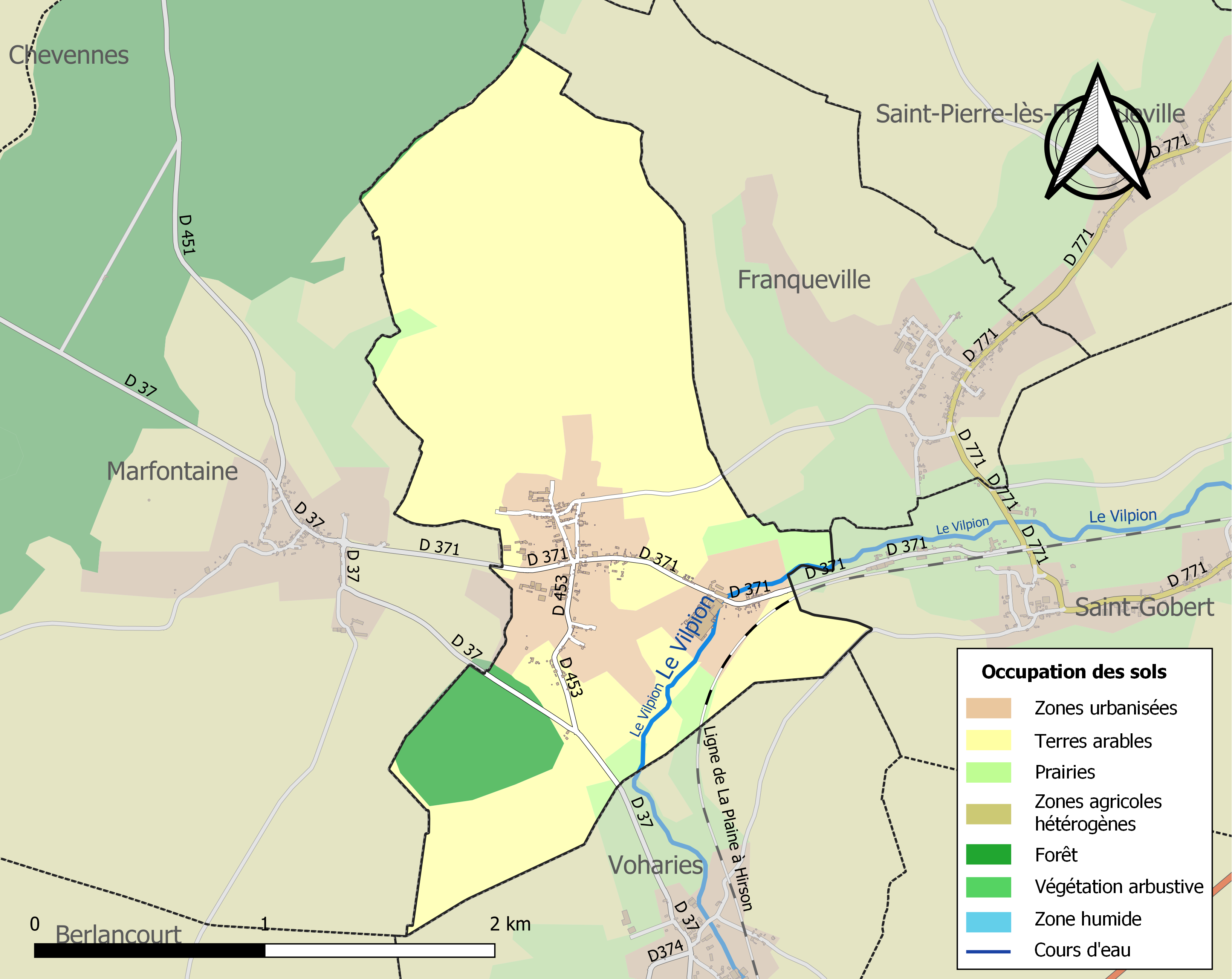
Carte de l'occupation des sols de la commune en 2018 (CLC).

## Toponymie
Le village apparaît pour la première fois en 1123 sous l'appellation de Rogerie dans un cartulaire de l'abbaye de Saint-Michel. L'orthographe variera ensuite de nombreuses fois en fonction des différents transcripteurs : Territorium de Rogeris, Rogeries, Rouguery, Rougerix, Rogery, Rougery, Rougerye, Rogeryes, Rougerys, Rougeris, puis Rougerie sur la carte de Cassini vers 1750 et enfin l'appellation actuelle Rougeries avec un S final

## Histoire
|  |  |

Carte de Cassini
La carte de Cassini montre qu'au XVIIIe siècle, Rougeries est une paroisse.
Les papeteries
Les nombreux cours d'eau serpentant en Thiérache ont permis l'installation de nombreux moulins à eau : beaucoup ont permis de moudre le grain pour obtenir la farine et d'autres, notamment à Franqueville , Rougeries, Saint-Gobert, Voulpaix, Wiège-Faty, Romery, Vervins, Thenailles, Harcigny sont devenus des papeteries.
La roue à aubes du moulin entraînait un axe sur lequel étaient fixés des plots avec des maillets qui frappaient la matière première composée pour un quart de déchets de chanvre et de chiffons et le reste de papier recyclé. La pâte obtenue était ensuite travaillée en fonction d'un cahier des charges très strict pour obtenir différents types de papiers qui servaient notamment d'emballage des produits alimentaires dans les épiceries.
La papeterie de Rougeries fut construite en 1780 sur le ruisseau de la Fontaine aux Frênes. En 1853, le propriétaire, Adonis Bouxin supprima le moulin à blé existant pour agrandir son entreprise. Une autre papeterie a été étable en 1871 à l'ancien moulin de Chantrenne, dépendance de Rougeries.
M. Bailly, instituteur, a publié en 1888 une monographie sur le village consultable sur le site des Archives Départementales de l'Aisne.
L'ancienne ligne de chemin de fer de Paris à Hirson
Rougeries comptait une gare , commune avec la commune de Saint-Gobert, située sur la ligne de chemin de fer de Paris à Hirson qui a fonctionné à partir de 1869. En 1910,  huit trains s'arrêtaient chaque jour dans cette gare dans chaque sens (voir les horaires en 1910). Cette gare est aujourd'hui transformée en habitation.
Première Guerre mondiale
Le 28 août 1914, soit moins d'un mois après la déclaration de la guerre, le village est occupé par les troupes allemandes après la défaite de l'armée française lors de la bataille de Guise. Pendant toute la guerre, Franqueville restera loin du front qui se stabilisera à environ 150 km à l'ouest aux alentours de Péronne. Les habitants vivront sous le joug des Allemands : réquisitions de logements, de matériel, de nourriture, travaux forcés. Ce n'est que début novembre 1918 que les Allemands seront chassés du village par les troupes françaises. Sur le monument aux morts sont écrits les noms des dix soldats de la commune morts au Champ d'honneur.

## Politique et administration

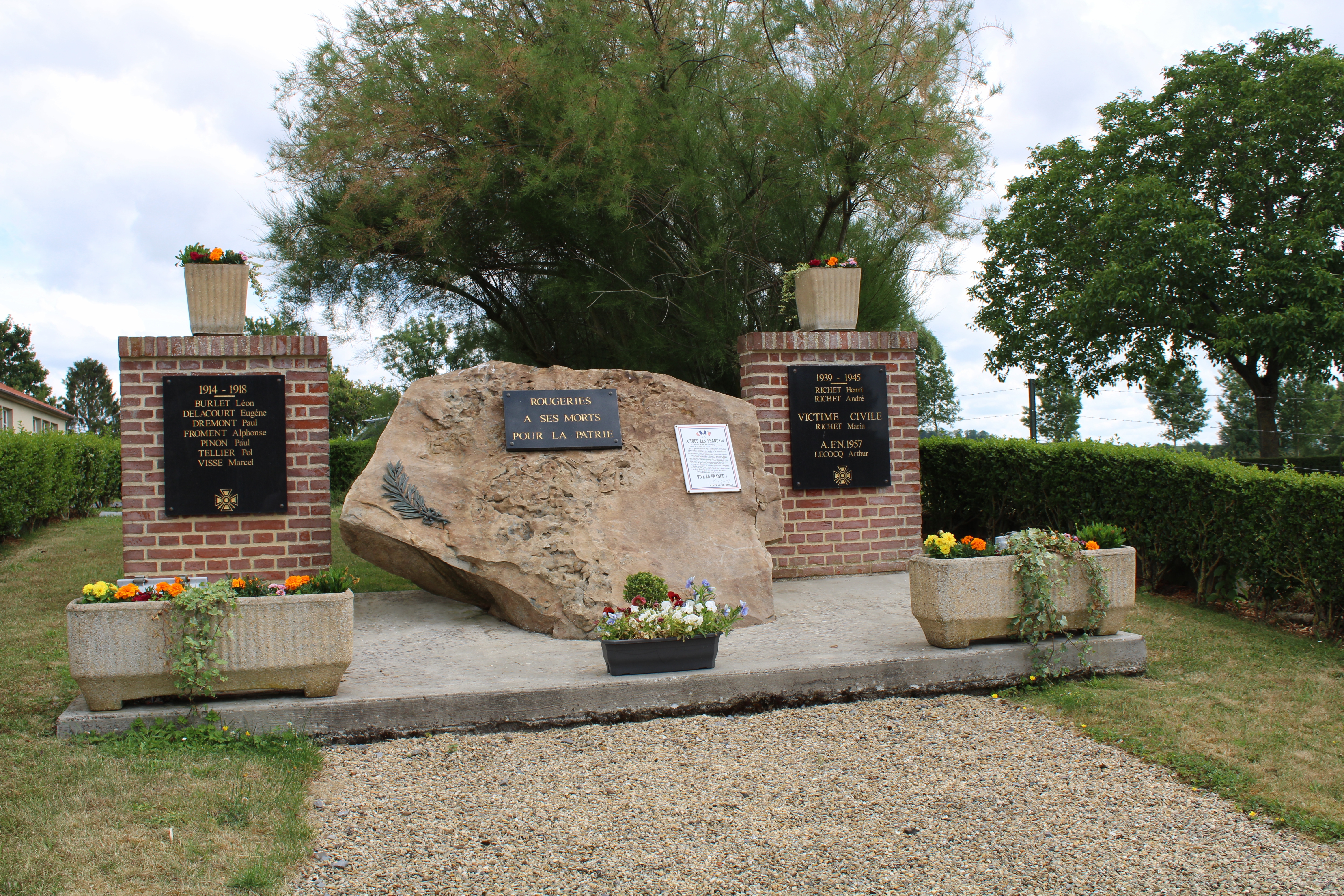
Le monument aux morts.

### Découpage territorial
La commune de Rougeries est membre de la communauté de communes de la Thiérache du Centre, un établissement public de coopération intercommunale (EPCI) à fiscalité propre créé le 31 décembre 1992 dont le siège est à La Capelle. Ce dernier est par ailleurs membre d'autres groupements intercommunaux.
Sur le plan administratif, elle est rattachée à l'arrondissement de Vervins, au département de l'Aisne et à la région Hauts-de-France. Sur le plan électoral, elle dépend du  canton de Marle pour l'élection des conseillers départementaux, depuis le redécoupage cantonal de 2014 entré en vigueur en 2015, et de la troisième circonscription de l'Aisne  pour les élections législatives, depuis le dernier découpage électoral de 2010.

### Administration municipale
| Période                                  | Période                   | Identité         | Étiquette | Qualité                                       |
| ---------------------------------------- | ------------------------- | ---------------- | --------- | --------------------------------------------- |
| Les données manquantes sont à compléter. |                           |                  |           |                                               |
| avant 1877                               | après 1879                | Bégue            |           |                                               |
| Les données manquantes sont à compléter. |                           |                  |           |                                               |
| mars 2001                                | 1er juin 2012             | Michel Lefèvre   | PS        | Conseiller général décédé en cours de mandat, |
| 12 juillet 2012                          | En cours (au 4 juin 2020) | Olivier Lamendin | SE        | Fonctionnaire Réélu pour le mandat 2020-2026, |

## Démographie
L'évolution du nombre d'habitants est connue à travers les recensements de la population effectués dans la commune depuis 1793. Pour les communes de moins de 10 000 habitants, une enquête de recensement portant sur toute la population est réalisée tous les cinq ans, les populations de référence des années intermédiaires étant quant à elles estimées par interpolation ou extrapolation. Pour la commune, le premier recensement exhaustif entrant dans le cadre du nouveau dispositif a été réalisé en 2006.

En 2022, la commune comptait 202 habitants, en évolution de −15,83 % par rapport à 2016 (Aisne : −1,97 %, France hors Mayotte : +2,11 %).
| 1793 | 1800 | 1806 | 1821 | 1831 | 1836 | 1841 | 1846 | 1851 |
| ---- | ---- | ---- | ---- | ---- | ---- | ---- | ---- | ---- |
| 478  | 323  | 326  | 339  | 375  | 373  | 356  | 363  | 343  |

| 1856 | 1861 | 1866 | 1872 | 1876 | 1881 | 1886 | 1891 | 1896 |
| ---- | ---- | ---- | ---- | ---- | ---- | ---- | ---- | ---- |
| 321  | 299  | 295  | 305  | 306  | 267  | 252  | 246  | 230  |

| 1901 | 1906 | 1911 | 1921 | 1926 | 1931 | 1936 | 1946 | 1954 |
| ---- | ---- | ---- | ---- | ---- | ---- | ---- | ---- | ---- |
| 253  | 250  | 248  | 202  | 256  | 291  | 280  | 274  | 265  |

| 1962 | 1968 | 1975 | 1982 | 1990 | 1999 | 2006 | 2011 | 2016 |
| ---- | ---- | ---- | ---- | ---- | ---- | ---- | ---- | ---- |
| 268  | 281  | 288  | 294  | 257  | 241  | 233  | 227  | 240  |

| 2021 | 2022 | - | - | - | - | - | - | - |
| ---- | ---- | - | - | - | - | - | - | - |
| 218  | 202  | - | - | - | - | - | - | - |

## Culture locale et patrimoine
Rogeries a reçu le label village étoilé, récompensant les communes qui œuvrent pour la qualité de la nuit et luttent contre la pollution lumineuse.

### Lieux et monuments
- Église Saint-Maurice.
- Mairie.
- Monument aux morts.
- Des lavoirs.

## Galerie

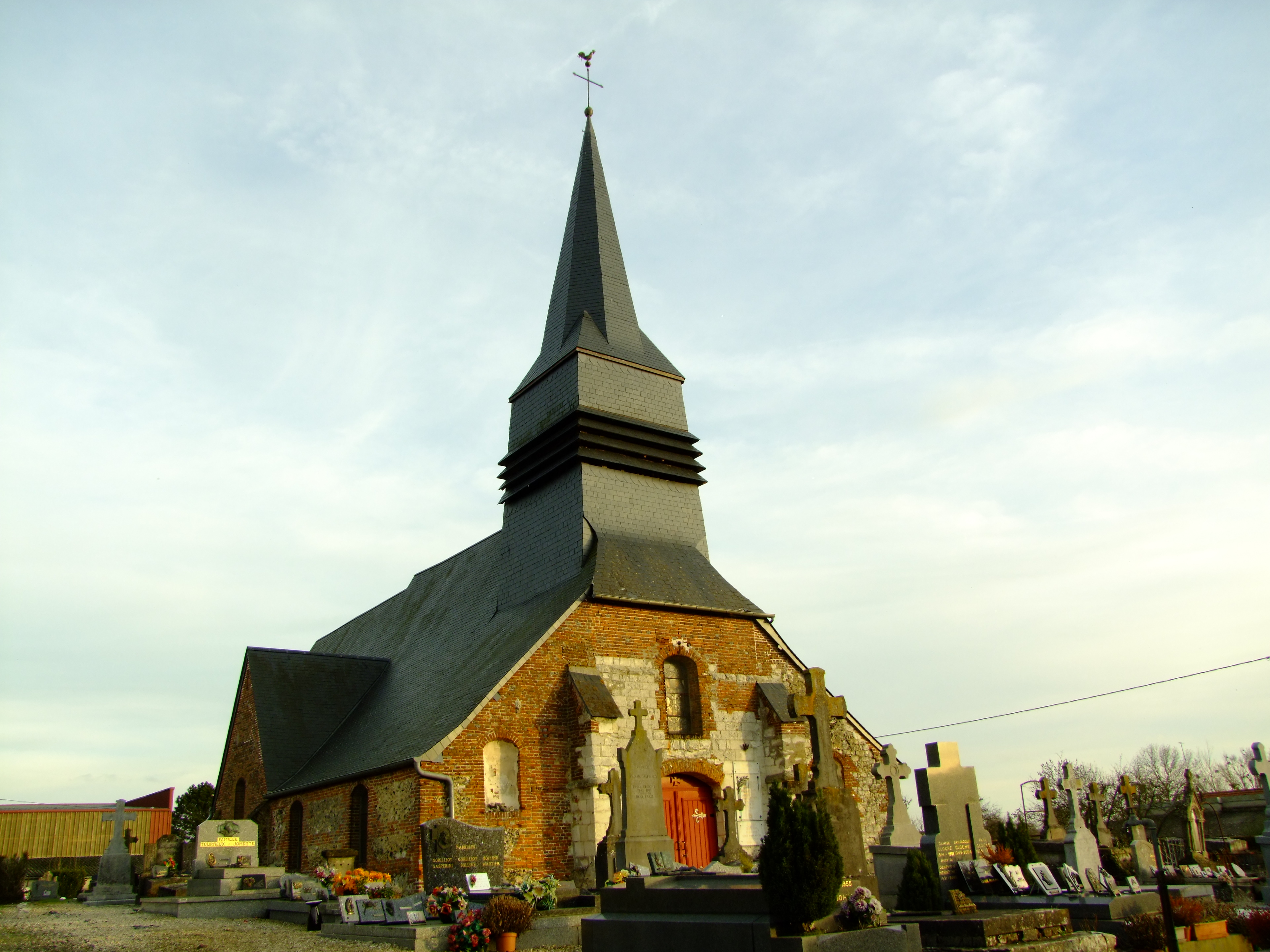
Église Saint-Maurice.
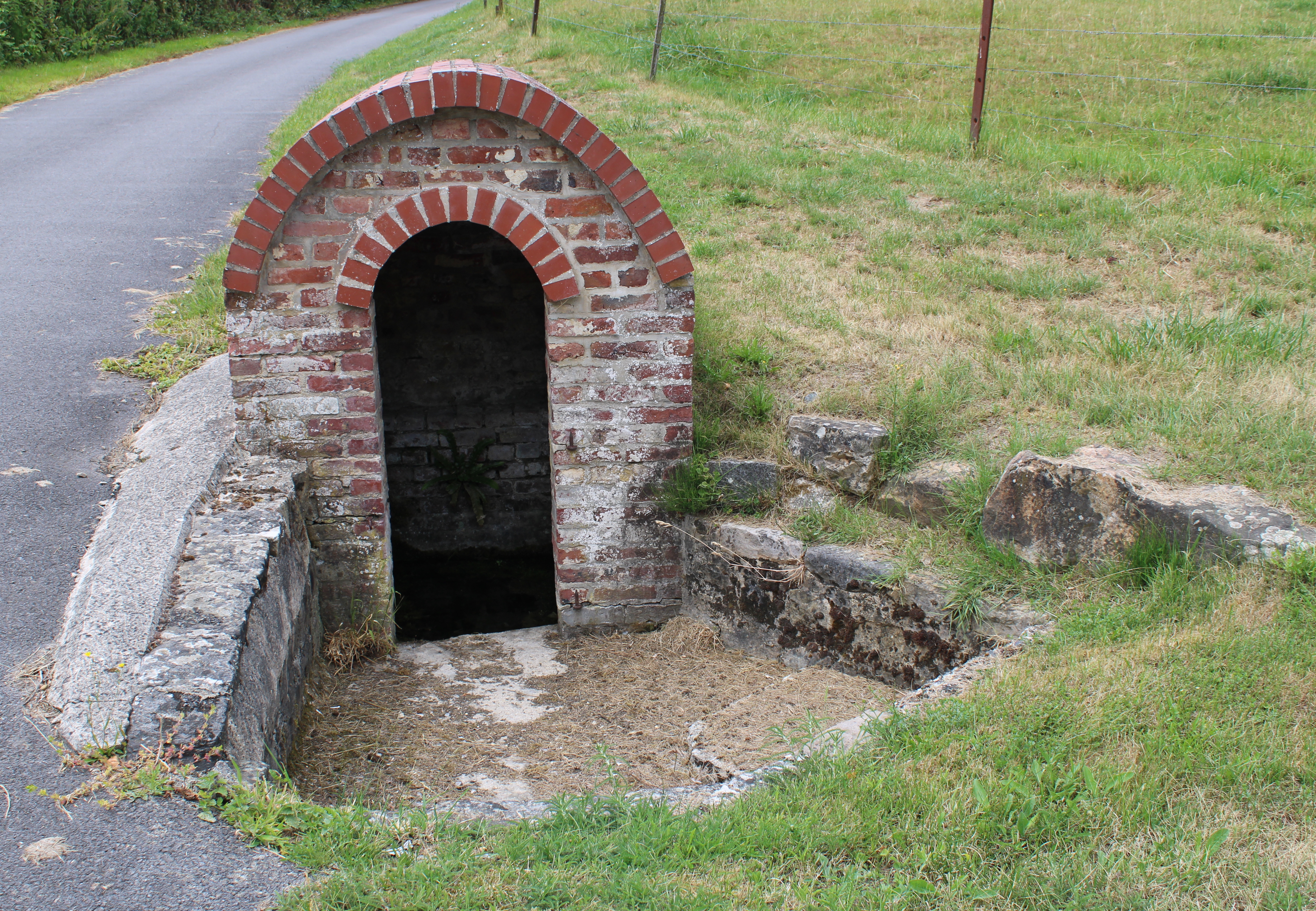
La fontaine.
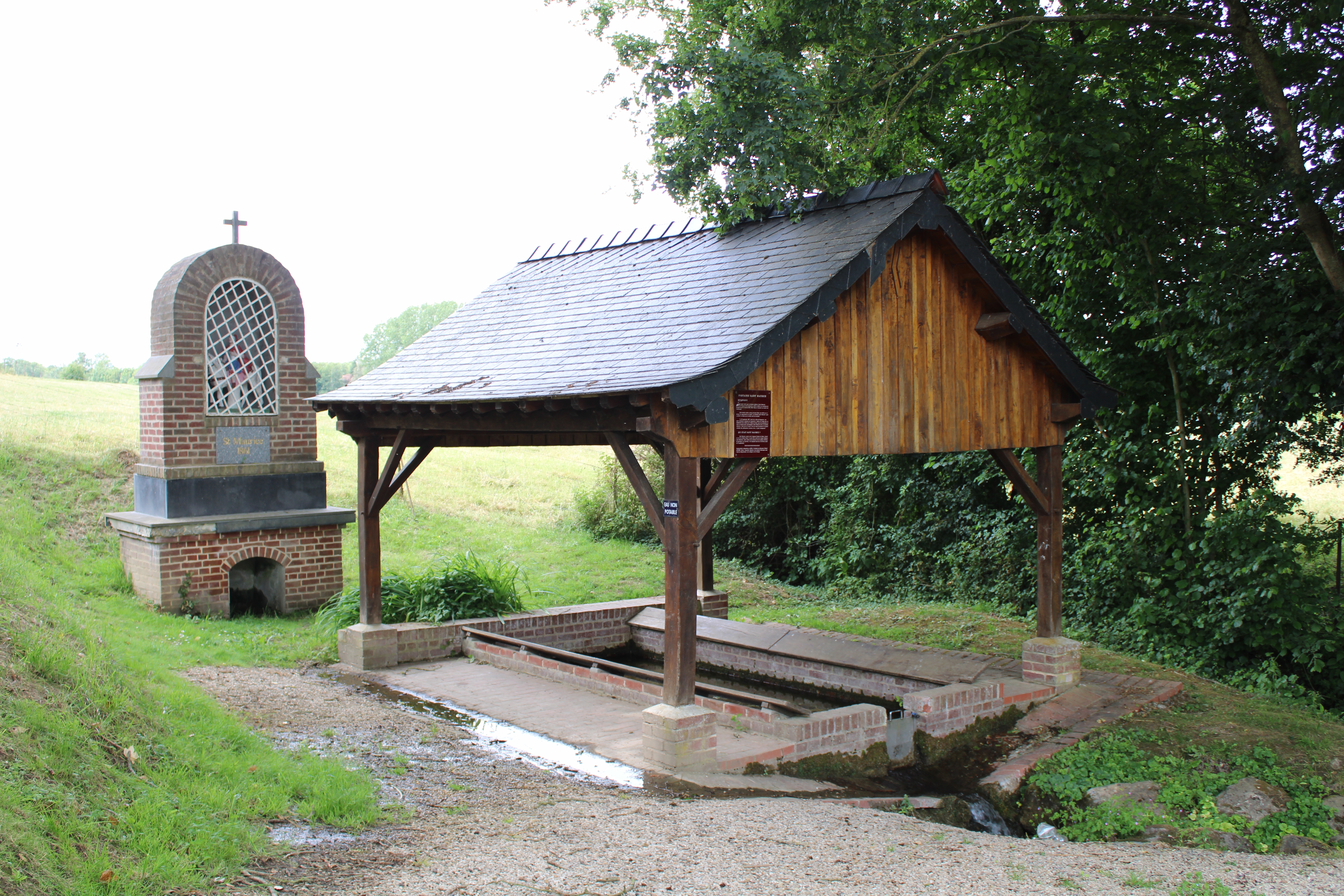
Le lavoir Saint-Maurice.
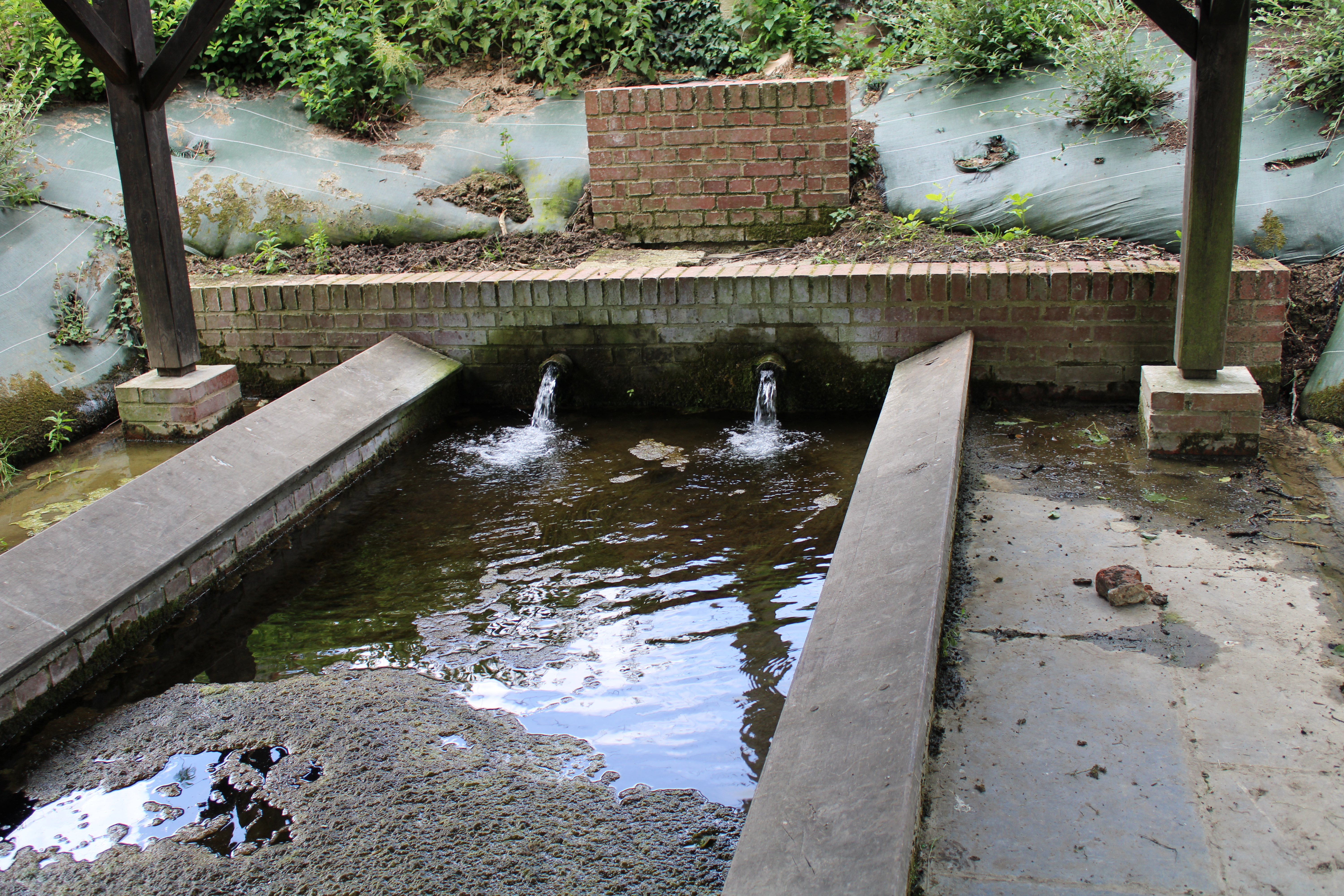
Le lavoir Calix.
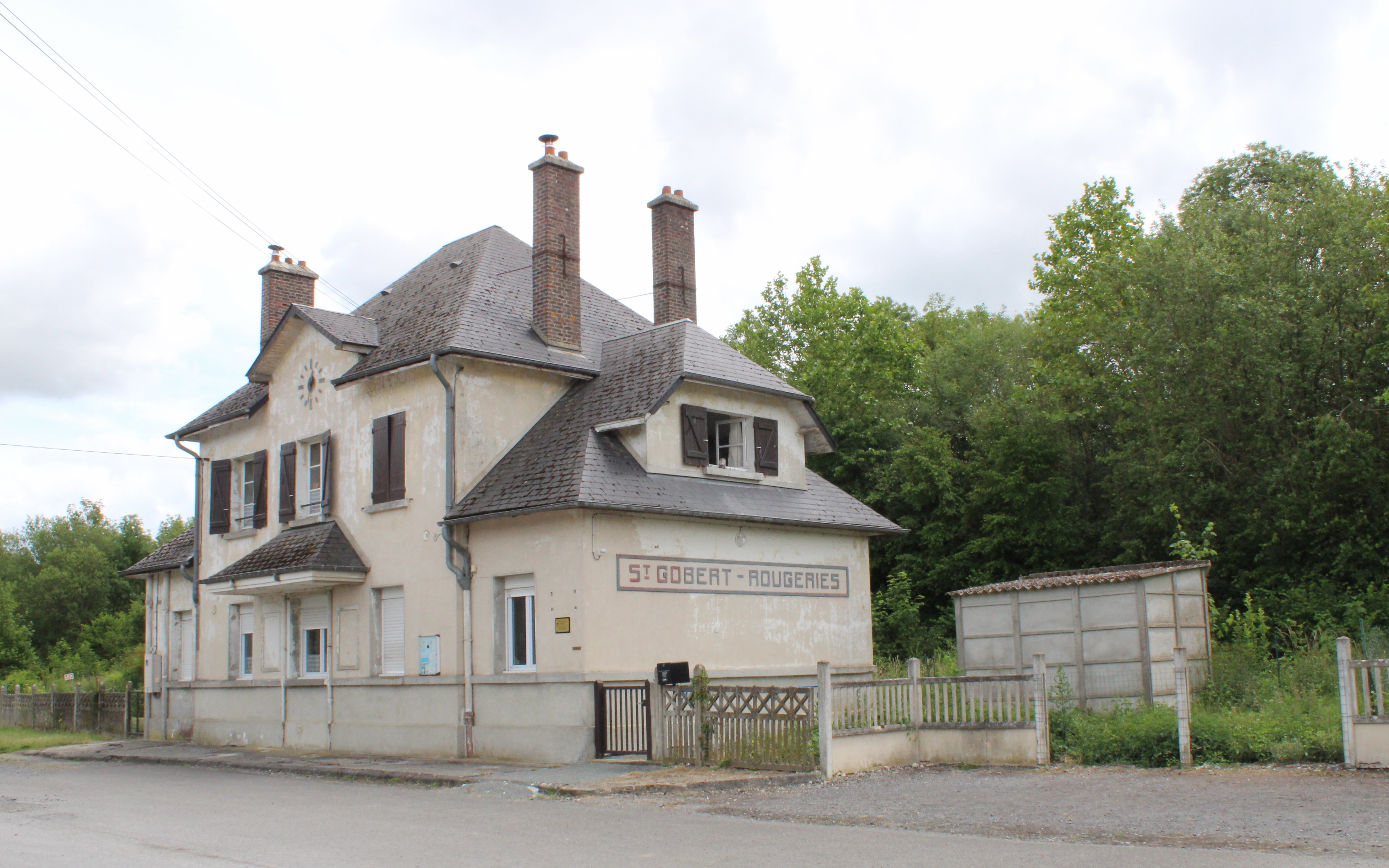
L'ancienne gare commune à Rougeries et Saint-Gobert transformée en habitation.
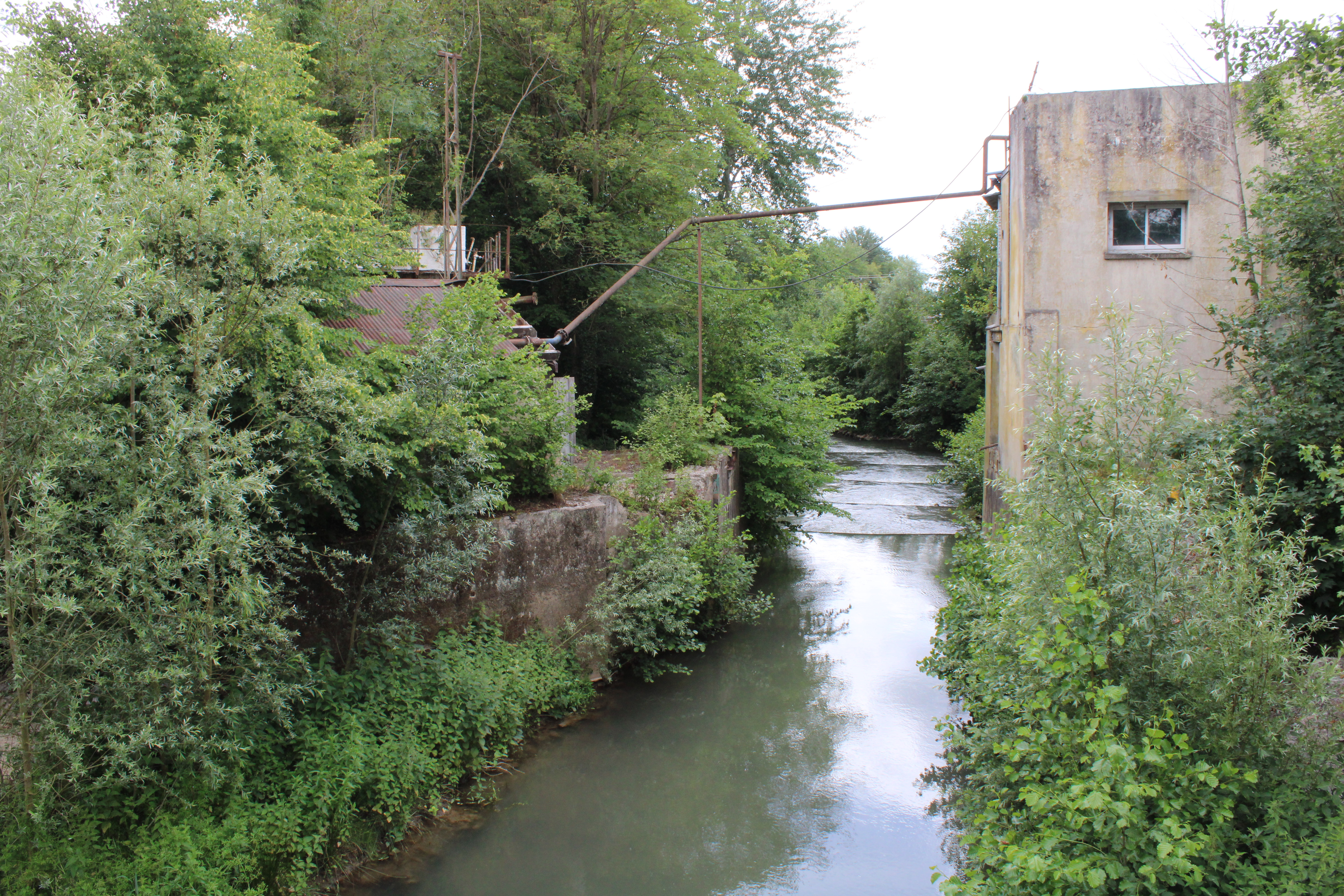
Vestiges de l'ancien moulin sur le Vilpion.

### Héraldique
| Blason de Rougeries | Blason  | Coupé ondé : au 1er d'argent à la croix de gueules cantonnée au 1er et 4e d'une fleurs de lys de sable, au 2e d'azur aux trois épis de blé d'or. Ornements extérieursCroix de guerre 1914-1918 |
| Blason de Rougeries | Détails | Création de Jean-François Binon adoptée en 2006. |